# Центральнокамчатская низменность
Центральнокамчатская низменность — низменность, представляющая собой своеобразную форму рельефа полуострова Камчатка. Расположена в самом центре полуострова.

## География
Низменность сложена аллювиальными наносами полноводной реки Камчатка, которая протекает с юга на север, а потому она представляет собой долину реки Камчатка, которая постепенно расширяется с 5—6 километров на югe до 70-80 километров на севере. Равнину местами пересекают кряжи, над ней высятся останцы и вулканы.
Поскольку на западе её обрамляет Срединный хребет, на востоке Восточный хребет, данная низменность фактически представляет собой межгорную котловину со всеми вытекающими отсюда климатическими особенностями.

## Климат

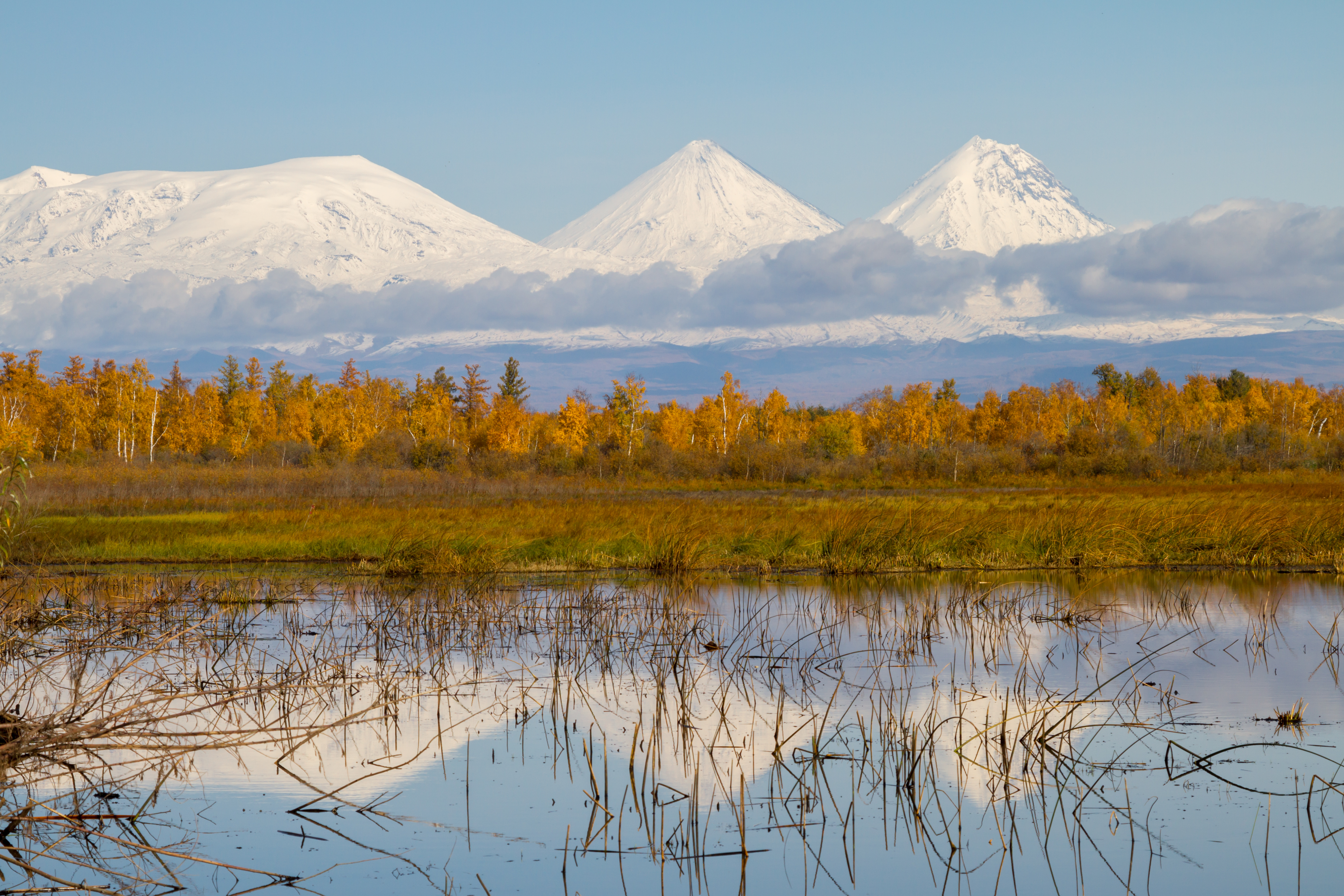

Климат данного региона похож на сухой резко континентальный климат внутренних районов Восточной Сибири. Высокие горные хребты препятствуют проникновению ветров и влажных антициклонов. Поскольку зимой холодный воздух скатывается по склонам долины вниз, низменность является самым холодным регионом Камчатского полуострова в зимний период. Средняя температура января здесь достигает −20 °С при том, что на юго-восточном побережье она редко опускается ниже −10°С. Рекордно низкая температура наблюдалась в районе с. Мильково: −57 °С. Однако морозы на низменности переносятся человеком хорошо, так как здесь практически нет ветров и преобладает морозная, ясная, тихая и малооблачная погода. Оттепели здесь наблюдаются редко по причине того, что тихоокеанские воздушные массы задерживают горы. В результате количеств осадков, выпадающих над Центральной Камчатской низменностью, невелико: не более 400 мм в год. Поэтому основное питание местных рек составляют тающие ледники и подземные источники. Вместе с тем в центральной части полуострова по причине хорошего прогрева суши наблюдается климатическое лето, которое не всегда наступает при сырых и прохладных ветрах на побережье. В долине р. Камчатки количество дней со средней температурой выше +20 °С составляет от 35 до 55. Здесь возможно выращивание картофеля (c 1783 г.). Абсолютный максимум температур на полуострове зафиксирован в районе с. Долиновка (+37 °С).